# Mesochorus halticae
Mesochorus halticae är en stekelart som beskrevs av Schwenke 1999. Mesochorus halticae ingår i släktet Mesochorus och familjen brokparasitsteklar. Inga underarter finns listade i Catalogue of Life.